# Horst Herold
Horst Herold, född 21 oktober 1923 i Sonneberg i Thüringen, död 14 december 2018 i Nürnberg, var chef för den västtyska federala polismyndigheten Bundeskriminalamt mellan 1971 och 1981.

## Biografi
Herold föddes i Sonneberg men växte senare upp i Nürnberg. Under andra världskriget deltog Herold på östfronten. Han skadades men kom tillbaka till fronten och var vid Tysklands kapitulation i Tjeckoslovakien. Efter kriget återvände Herold till Nürnberg där han utbildade sig till jurist.
1971 utsågs Herold till chef för Bundeskriminalamt (BKA) och fick snabbt stora framgångar som gripandet av de ledande medlemmarna av Röda armé-fraktionen under våren-sommaren 1972. Jakten fortsatte under hela Herolds tid som BKA-chef och skulle efter 1972 ha sitt mest intensiva skeende under så kallade tyska hösten ("Deutscher Herbst") 1977.
Horst Herold var som chef för Bundeskriminalamt ansvarig för västtyska polisens enhet för polisinsatser över förbundslandsgränserna under 1970-talet. Herold var mannen som ledde jakten efter olika stadsgerillamedlemmar, främst i Röda armé-fraktionen. Han var en pionjär på datorområdet, genom uppbyggandet av stora register, för att kunna få en bild av vilka de jagade var och lägga samman ledtrådar på ett snabbt och effektivt sätt för delstatspoliserna och BKA centralt.